# كيث ر. بورتر
كيث ر. بورتر (بالإنجليزية: Keith R. Porter)‏ هو أحيائي كندي وأمريكي، ولد في 11 يونيو 1912 في يارموث ‏ في كندا، وتوفي في 2 مايو 1997 في برين مار ‏ في الولايات المتحدة.

## وصلات خارجية
- كيث ر. بورتر على موقع الموسوعة البريطانية (الإنجليزية)